# Cagli
Cagli – miejscowość i gmina we Włoszech, w regionie Marche, w prowincji Pesaro i Urbino.

Według danych na rok 2004 gminę zamieszkiwało 9075 osób, 40,2 os./km².

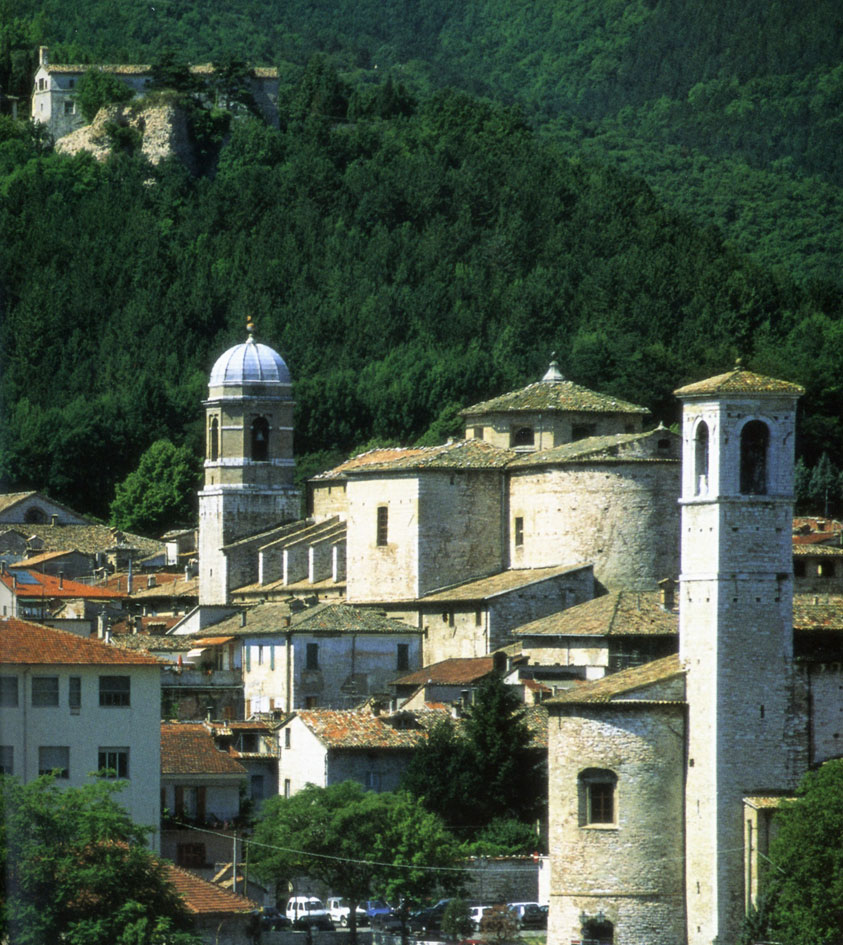